# Highway Chile
Highway Chile is een Nederlandse hardrock- en heavy metal-band, die in 1980 ontstaat als de beginnersband Blue wordt getransformeerd naar het meer serieuze Highway Chile. Aanvankelijk bestaat de band tot halverwege 1986. In 1991 verschijnt er één nieuw album, maar vanaf 2001 is er pas sprake van een langdurige reünie.

## Biografie

### Eerste jaren
Volgens Van den Heuvel is het verhaal er aanvankelijk een van vele bezettings- en stijlwijzigingen. Niettemin komt de groep in 1981 behoorlijk in de picture doordat er binnen een tijdsbestek van negen maanden ruim honderd optredens worden gedaan. Volgens OOR's Pop-encyclopedie is de band stilistisch geïnspireerd door de New wave of British heavy metal

### Storybook Heroes
Het zal uiteindelijk tot 1983 duren, alvorens de band met een eerste compleet album komt, Storybook Heroes. De recensies van Storybook Heroes zijn lovend over de gitaren, drums en eveneens over de zang. Het is dan ook opvallend dat later drummer Ernst van Ee en gitarist Ben Blaauw Highway Chile zullen verlaten met als reden hun onvrede over het werk van zanger Armand van der Stigchel. Van der Stigchel zal tijdens de onplezierig verlopen opnamen van opvolger Rockarama uiteindelijk de band de rug toekeren en naar de Verenigde Staten emigreren, met de bedoeling daar zijn loopbaan voort te zetten.

### Rockarama
In september 1985 komt alsnog het album Rockarama uit, met op zang de Engelsman Steve ‘Sav’ Pearse, bekend van de groepen Savage Lucy en Marseille. Het compleet andere geluid van dit album wijt Ferry Bovet aan het gegeven dat drummer Jan Koster nu de componist is van de band. De plaat wordt echter niet het grote succes dat men ervan verwachtte. Volgens Jon Fox komt dit, omdat de band weliswaar probeert aan te haken bij het succes van Def Leppard's Pyromania, maar eerder klinkt als 'Def Leppard-uitverkoop'. De bezetting met Pearse sterft een zachte dood.

### High Noon en ogenschijnlijk einde
Met het album High Noon neemt Armand van der Stigchel de touwtjes weer in handen. In 1991, het jaar dat het album wordt uitgebracht, is de cd nog niet alomtegenwoordig. Het is in die tijd niet ongebruikelijk om te spreken van een kant A en een kant B van een album. High Noon is een bijzonder album, omdat er door Van der Stigchel (die op het artwork van het album 'Armand Vanders' heet) voor gekozen is om te werken met twee verschillende incarnaties van de band. Kant B wordt in Nederland opgenomen met Van der Stigchel en de muzikanten, die speelden op de eerdere albums Storybook Heroes en Rockarama. Kant A wordt daarentegen opgenomen in de Verenigde Staten door wederom Van der Stigchel, maar deze keer samen met Amerikaanse muzikanten. Na het uitbrengen van dit album lijkt de band opgeheven te zijn; er wordt tien jaar lang niets van vernomen.

## Vervolg
In 2001 komt daar verandering in met een vervolg. Vanaf dan treedt Highway Chile op zonder Van der Stigchel, maar met zanger Robert Soeterboek. Kort daarna wordt deze vervangen door zanger Stan Verbraak en verder spelen in de bezetting onder andere bassist Marchell Remeeus en drummer Ernst van Ee. De laatste drie genoemde personen maken alle drie deel uit van Helloïse. De geschiedenis van de bands Highway Chile en Helloïse kon men nooit los van elkaar zien. Zo nemen Ernst van Ee en Ben Blaauw al in 1984 een (klein) deel van het Highway Chile-repertoire mee naar het door hen opgerichte Helloïse (vooral het Highway Chile-nummer Carol is populair, het verschijnt op de albums A Time & A Place For Everything, Live4Life (One More Time) en Anthology van Helloïse). Opvallend is de setlist, die ten grondslag ligt aan het Highway Chile-album ‘Locked Up Live’, opgenomen in september 2020 te Breda. Deze telt maar liefst vier nummers van Helloïse. Er was nooit een strikt onderscheid tussen Highway Chile en Helloïse. Inmiddels is er van een scheiding helemaal geen sprake meer. Het Holland Heavy Festival op 5 november 2022 in Drachten vermeldt op haar promotiemateriaal de logo's van beide bands met als onderschrift 'Exclusive Highway Chile/Helloïse set'.

### Keeper Of The Earth
In 2008 verschijnt bij Mausoleum Records het nieuwe studioalbum Keeper Of The Earth. Remi Peterse van Zwaremetalen.com noemt de muziek 'degelijke klassieke hardrock ..het geheel lijkt zo weggelopen uit de tachtiger jaren van de vorige eeuw'. Metal.de-recensent Steve schrijft dat 'de Nederlanders muzikaal nog steeds de geest van de New wave of British heavy metal dragen, maar dan met een eigentijdse klank'. In een interview met BN-DeStem beaamt zanger Verbraak deze bevindingen: 'Je hoort nog altijd de voorliefde voor bijvoorbeeld het werk van Judas Priest in de bandsound terug'.

## Toekomst
Volgens de website van de band is er een nieuw album in de maak.